# Uraliska federala distriktet
Uraliska federala distriktet (Уральский федеральный округ Uralskij federalnyj okrug) är ett av  Rysslands federala distrikt. Det är det västligaste av de tre asiatiska distrikten. Det har ett invånarantal av 12 244 214 (1 januari 2006) och en yta på 1 788 900 km².

## Demografi

### Federationssubjekt
Federationssubjekten i distriktet listas nedan i tabellen.
| Urals Federal District |        |                    |                 |
| Nr                     | Flagga | Federationssubjekt | Huvudort        |
| 1                      |        | Kurgan oblast      | Kurgan          |
| 2                      |        | Sverdlovsk oblast  | Jekaterinburg   |
| 3                      |        | Tiumen oblast      | Tiumen          |
| 4                      |        | Chantien-Mansien   | Chanty-Mansijsk |
| 5                      |        | Tjeljabinsk oblast | Tjeljabinsk     |
| 6                      |        | Jamalo-Nentsien    | Salechard       |